# Vescomtat de Carcassona
El vescomtat de Carcassona sorgí el 1082. En aquesta data Bernat Ató Trencavell vescomte de Nimes i Albi, al·legant els drets de la seva mare Ermengarda (que els havia venut a Barcelona abans del 1070) va reclamar els comtats de Carcassona i Rasès i els vescomtats de Besiers i Agde i se'n va apoderar. Els Trencavell varen ser senyors de fet dels dominis però només amb el títol de vescomtes. Ermengarda va morir el 1101 i el seu fill Bernat Ató I (IV de Nimes i d'Albi) fou llavors proclamat formalment vescomte de Carcassona, Rasès, Besiers i Agde. Barcelona va defendre els seus drets repetidament. El 1107 Ramon Berenguer III es va apoderar de la ciutat de Carcassona. El 1129 o 1130 va morir Bernat Ató IV i els seus fills Roger I, Ramon I i Bernat Ato V el van succeir el primer a Albi i Carcassona, el segon a Besiers i el tercer a Agde. Roger va morir sense fills el 1150 i el seu germà Ramon Trencavell I va governar els estats (menys Agde) fins al 1167. Després de set guerres (1096, 1107, 1112, 1120, 1124, 1150 i 1157) Ramon I Trencavell va reconèixer el 1157 la sobirania de Barcelona, reconeixement confirmat el 1167. El seu fill Roger II (III de Besiers) fou vescomte fins al 1194, i després el seu fill Ramon Roger fins al 1209 en què fou desposseït i empresonat per Simó de Montfort i va morir poc després en captiveri, potser emmetzinat. El seu parent Bernat Ató VI de Nimes i Agde, també va perdre els seus dominis el 1214 davant de Simó de Montfort. El 1224 el fill de Ramon Roger I, Ramon Trencavell II, després d'alguns intents fallits, va recuperar els estats del pare, però els va perdre el 1227; va tornar-los a recuperar parcialment el 1240 però finalment el 1247 va cedir els seus drets al rei de França a canvi d'una pensió.

## Llista de vescomtes
- Ermengarda de Carcassona 1082-1101
- Ramon Bernat Trencavell (marit, mort el 1074, mai fou vescomte)
- Bernat Ató IV 1101-1129
- Roger I Trencavell 1089-1150 (a vegades esmentat com Roger IV de Carcassona)
- Ramon Roger Trencavell, vers 1130-1167 (a vegades esmentat com Ramon I Trencavell)
- Roger II Trencavell 1167-1194
- Ramon Roger II Trencavell 1194-1209 (a vegades esmentat com Ramon Roger Trencavell)
- Simó de Montfort 1209-1218
- Amalric de Montfort 1218-1224
- Ramon II Trencavell 1224-1227
- a la corona de França 1227-1240
- Ramon II Trencavell 1240-1247 (parcialment)
- a la corona de França 1247